# محمد بن الطيب العلمي
محمد بن الطيب العلمي (... / ... ، فاس - 1134هـ/1722 م، مصر ). عالم كبير و أديب أيام عصر المولى إسماعيل بن الشريف العلوي .

## سيرته
هو أبو عبد الله محمد بن الطيب الشريف العلمي اليونسي، ولد بفاس و نشأ بها فبعد قراءة القرآن على يد والده دخل محمد بن الطيب العلمي جامع القرويين ليتعلم الفقه، و اللغة و المنطق و الطب و الموسيقى، بالإضافة إلى الأدب و التاريخ ... قام ابن الطيب العلمي برحلات داخل المغرب، حيث زار بالخصوص مدن مكناس و تطوان و زرهون، وفي عام 1709 زار جبل العلم و مقام العارف بالله سيدي عبد السلام بن مشيش، ومنه توجه إلى سبتة حيث حضر معارك بين المغاربة والإسبانيين، خارج أسوار المدينة المحاصرة. بعد رحلات داخلية مليئة بالعلم والاكتشاف تاقت نفسه إلى زيارة الحرمين لأداء فريضة الحج، فمات في طريقه إليه بمصر رحمه الله عام 1134هـ/1722 م  .

## مؤلفاته
لمحمد بن الطيب العلمي في الشعر أسلوب رقيق و في الكتابة أسلوب راق منسجم من مؤلفاته :
- القصائد المعشرة في التشوق إلى البقاع المطهرة.
- الأنيس المطرب فيمن لقيته من أدباء المغرب.
- رسالة معرفة الأنغام الثمانية.